# Graemsay
Die kleine Insel Graemsay  der Orkney liegt jeweils 1–2 km entfernt von den beiden großen Inseln Mainland und Hoy, zu denen regelmäßige Fährverbindungen bestehen.

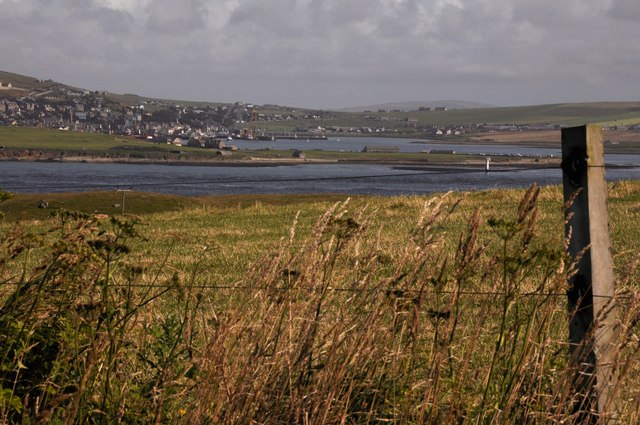
Blickrichtung Stromness

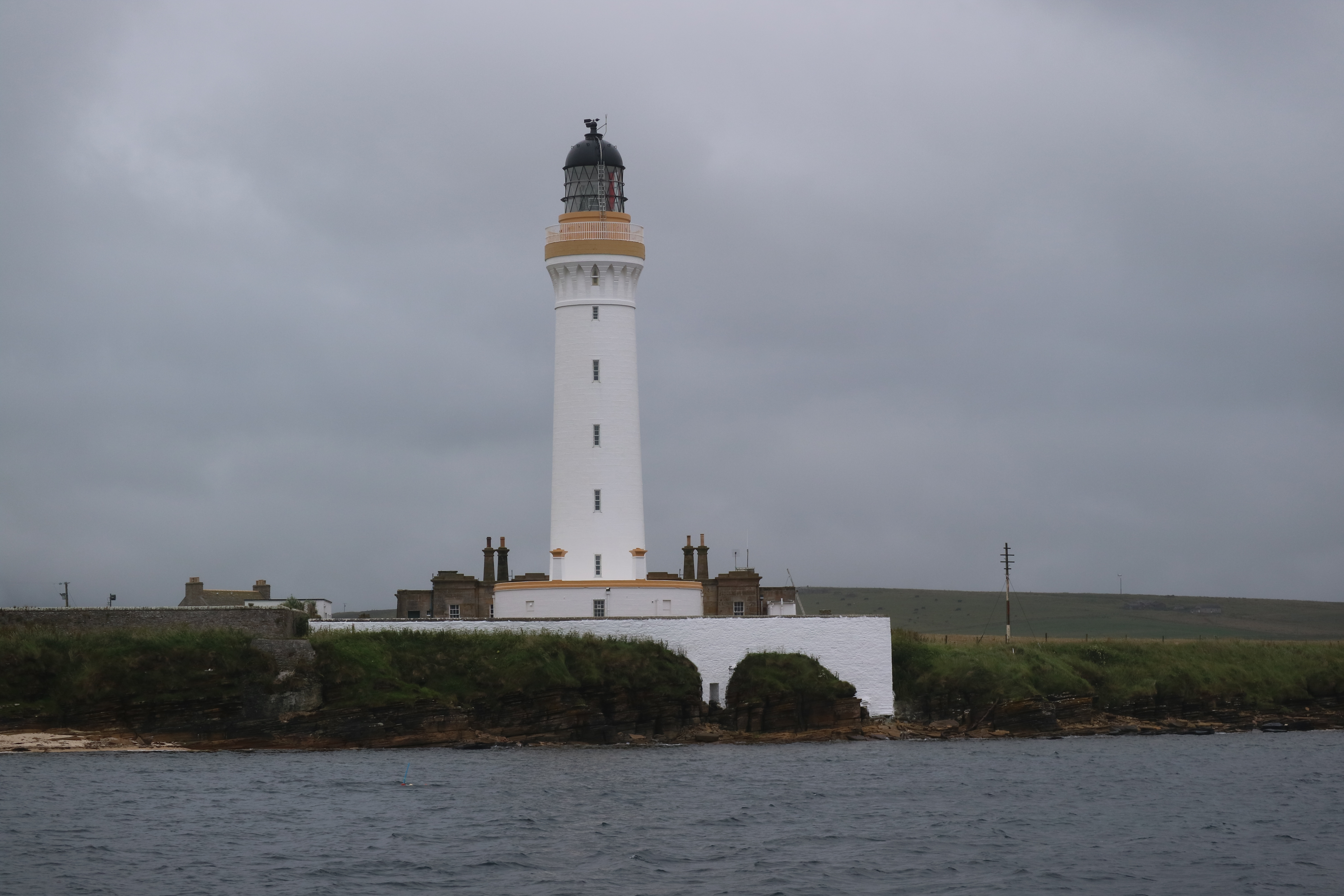
Hoy Sound High Lighthouse

Die flache Insel hat eine Größe von 4,09 km² bei einer Länge (West-Ost) von drei Kilometern und einer Breite von zwei Kilometern. 2011 lebten dort 28 Personen.

## Etymologie
Der Name bedeutet Grims Insel. Grim geht auf die Angelsachsen beziehungsweise Normannen zurück. Er ist ein Synonym für den nordischen Gott Odin. Siehe auch Grimsay Insel der Hebriden, Grimsby Ort in Lincolnshire, Grimsbury Castle Hillfort in Oxfordshire, Grim’s Ditch ein Erdwerk, Grim’s Dyke (Name für den Antoninuswall), Grim’s Grave Steinkiste (auch kistvaen) in Dartmoor. Grimes Graves Flintminen, Grimshader ein Ort auf Lewis and Harris, Grims Lake Mire (eine Steinkiste im Grims See), Grim’s Mound ein Rundhügel in Lincolnshire, Grimspound in Devon, Grimsetter (Grims Sitz) auf Orkney und Shetland, Grimsthorpe Castle (Grims Dorf), sowie mehrere Orte mit dem Namen Grimston (Grimston-Lyles Hill Ware).
Für die noch fast 30 Einwohner ist die Viehhaltung der Haupterwerbszweig. Sowohl im Westen (Hoy Sound Low Lighthouse) als auch im Osten der Insel (Hoy Sound High Lighthouse) steht ein Leuchtturm, die beide 1851 zum Schutz der Schifffahrt im aufgrund starker Strömungen gefährlichen Hoy Sound errichtet wurden.

## Postdrohne
Ab 14. August 2023 setzte die Royal Mail vorerst für 3 Monate Logistikdrohnen als Zubringerverkehr für Post ab Stromness (Orkney) ein. Nachdem Ende November 2023 bei einer (unbeladenen) Drohne aufgrund einer technischen Fehlermeldung eine kontrollierte Notwasserung eingeleitet wurde und das Fluggerät im Meer versank, wurde die ursprüngliche Paketzustellung per Fähre wieder aufgenommen.